# Jakob Freimann

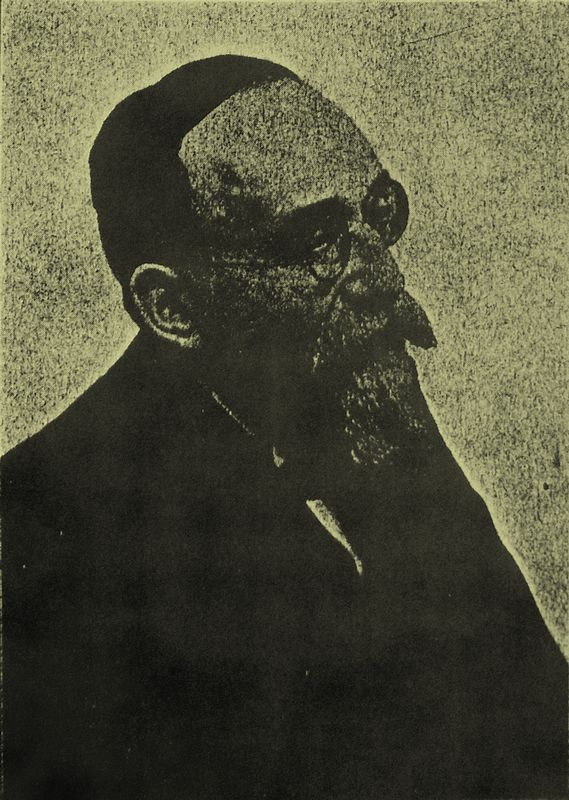
Rabbiner Freimann um 1930

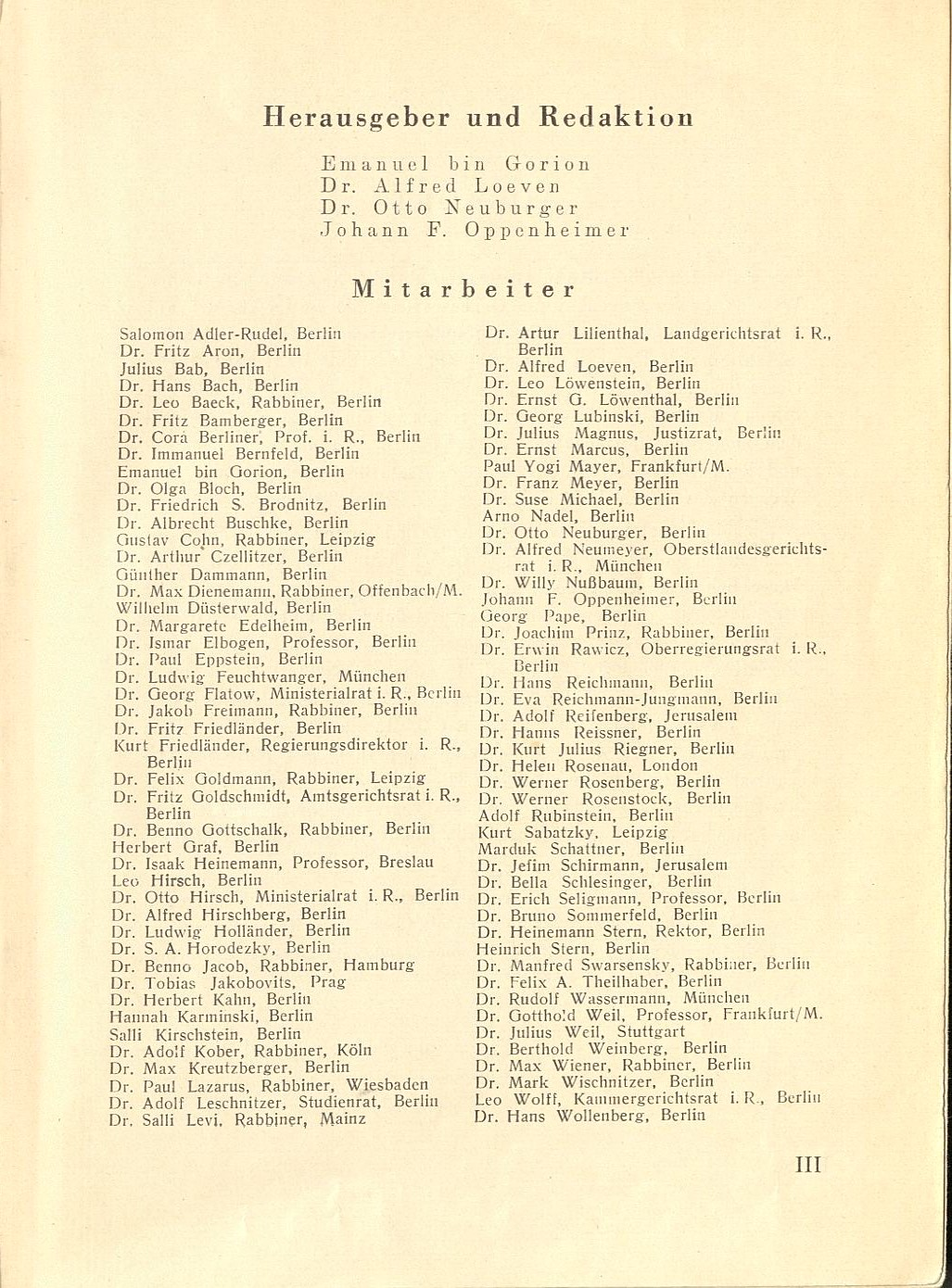
Jakob Freimann als Mitarbeiter im Philo-Lexikon (1935)

Jakob Freimann (auch Jaakov Freymann; geboren am 1. Oktober 1866 in Krakau, Kaisertum Österreich; gestorben am 23. Dezember 1937 in Špindlerův Mlýn, Tschechoslowakei ) war ein Rabbiner in Mähren und Deutschland.

## Leben und Familie
Geboren in Krakau als Sohn des Rabbiners Abraham Chaim Freimann und Sophie geb. Latner, erhielt er seine religiöse Unterweisung erst von seinem Vater und später von seinem Onkel, Rabbiner Israel Meir Freimann in Ostrowo. Dort besuchte er auch das katholische Gymnasium. Danach absolvierte er das Rabbinerseminar in Berlin und 1886 erhielt er seine Semicha. Freimann studierte auch Philosophie und Orientalistik und 1890 wurde er an der Universität Tübingen zum Doktor der Philosophie promoviert.
1891 heiratete Freimann seine Cousine Regina; sie hatten sechs Kinder: Sofie, Ella, Valerie, Ernst, Gertruda und Alfred. Sein Cousin und Schwager (Bruder von Regina), Aron Freimann, war ein bedeutender Bibliograph, Historiker und Bibliothekar.
Freimann starb 1937 an einem Schlaganfall in Spindlermühle, wo er mit seiner Familie den Hochzeitstag ihrer ältesten Tochter Sofie feierte. Er wurde dann in Holešov beigesetzt in der Nähe von Rabbi Shah, wahrscheinlich um zu verhindern, dass sein Grab von den Nazis geschändet würde.

## Arbeitsgebiete
Nach der Promotion war Freimann als Rabbiner in Mähren tätig, zuerst drei Jahre in Dolní Kounice und dann zwanzig Jahre in Holešov. Er war auch Inspektor der jüdischen Schulen in Nordmähren und Vorsitzender der Rabbinervereinigung von Mähren und Schlesien. Kurz vor dem Ausbruch des Ersten Weltkriegs ging Freimann nach Deutschland und wurde Oberrabbiner der Jüdischen Gemeinde in Posen und ab 1929 Oberrabbiner und Vorsitzender des Rabbinatsgerichts in Berlin. Er wurde auch Lehrer am Berliner Rabbinerseminar.

## Schriften
Neben seinen Arbeiten zur jüdischen Literatur des Mittelalters und theologischen Texten veröffentlichte Freimann die Studien zur Geschichte der Juden in Bonn, Holešov, Posen, Prostějov, Přerov und Xanten. Er verfasste auch zahlreiche biografische Beiträge für das Jüdische Lexikon, für die Germania Judaica und Encyklopaedia Judaica. Er war auch Mitarbeiter der Redaktion von Hugo Gold mit wem er arbeitete bei der Herausgabe des Buches Die Juden und Judengemeinden Mährens in Vergangenheit und Gegenwart und der Zeitschrift für die Geschichte der Juden in der Tschechoslowakei zusammen.